# HRK Široki
Hrvatski rukometni klub Široki je bosanskohercegovački rukometni klub sa Širokog Brijega. Sezone 2016./17. natječe se u Prvoj ligi Rukometnog saveza Herceg Bosne. Klupske su boje plava i bijela. Predsjednik je Mihovil Sopta. Sjedište je u Fra Didaka Buntića 11, Široki Brijeg.

## Vanjske poveznice
- Službene stranice  Arhivirana inačica izvorne stranice od 26. lipnja 2017. (Wayback Machine)
- Stare službene stranice
- Stare službene stranice